# Supercoupe d'Espagne de football 2022-2023
Navigation
Supercoupe d'Espagne 2021-2022 Supercoupe d'Espagne 2023-2024
La Supercoupe d'Espagne de football 2022-2023 est une compétition de football opposant les deux finalistes de la Coupe d'Espagne et les deux meilleures équipes du championnat 2021-2022. Il s'agit de la 39e édition de ce trophée.
La compétition se déroule en janvier 2023 au Stade international du Roi-Fahd, Riyad.

## Participants
| Club         | Qualifié en tant que                      |
| ------------ | ----------------------------------------- |
| Real Betis   | Vainqueur de la Coupe d'Espagne 2021-2022 |
| Real Madrid  | Champion d'Espagne 2021-2022              |
| Valence CF   | Finaliste de la Coupe d'Espagne 2021-2022 |
| FC Barcelone | Vice-champion d'Espagne 2021-2022         |

## Compétition
|  | Demi-finales           | Demi-finales           |             |          | Finale                 | Finale                 |
|  | Demi-finales           | Demi-finales           |             |          | Finale                 | Finale                 |
|  |                        |                        |             |          |                        |                        |
|  | 11 janvier 2023, Riyad | 11 janvier 2023, Riyad |             |          | 15 janvier 2023, Riyad | 15 janvier 2023, Riyad |
|  | 11 janvier 2023, Riyad | 11 janvier 2023, Riyad |             |          | 15 janvier 2023, Riyad | 15 janvier 2023, Riyad |
|  | Real Madrid            | 1 (4) tab              |             |          | 15 janvier 2023, Riyad | 15 janvier 2023, Riyad |
|  | Real Madrid            | 1 (4) tab              |             |          | 15 janvier 2023, Riyad | 15 janvier 2023, Riyad |
|  | Valence CF             | 1 (3) ap               |             |          | 15 janvier 2023, Riyad | 15 janvier 2023, Riyad |
|  | Valence CF             | 1 (3) ap               | Real Madrid | 1        |                        |                        |
|  | 12 janvier 2023, Riyad |                        | Real Madrid | 1        |                        |                        |
|  |                        | FC Barcelone           | 3           |          |                        |                        |
|  | Real Betis             | FC Barcelone           | 3           | 2 (2) ap |                        |                        |
|  | Real Betis             |                        |             | 2 (2) ap |                        |                        |
|  | FC Barcelone           | 2 (4) tab              |             |          |                        |                        |
|  | FC Barcelone           | 2 (4) tab              |             |          |                        |                        |

### Demi-finales
| Match 1                 | Real Madrid                        | 1 − 1 ap              | Valence CF                                  | Stade international du Roi-Fahd, Riyad                                  |                                                                         |
| 11 janvier 2023 (UTC+3) | Benzema 39e (pen.)                 | (1 − 0, 1 – 1, 1 – 1) | 46e Lino                                    | Diffuseur : L'Équipe (France) Arbitrage : Alejandro Hernández Hernández | Diffuseur : L'Équipe (France) Arbitrage : Alejandro Hernández Hernández |
| 11 janvier 2023 (UTC+3) | Rapport                            |                       |                                             | Diffuseur : L'Équipe (France) Arbitrage : Alejandro Hernández Hernández | Diffuseur : L'Équipe (France) Arbitrage : Alejandro Hernández Hernández |
| 11 janvier 2023 (UTC+3) | Benzema · Modrić · Kroos · Asensio | Tirs au but 4 – 3     | Cavani · Cömert · Moriba · Guillamón · Gayà | Diffuseur : L'Équipe (France) Arbitrage : Alejandro Hernández Hernández | Diffuseur : L'Équipe (France) Arbitrage : Alejandro Hernández Hernández |

| Match 2                 | Real Betis                       | 2 − 2 ap              | FC Barcelone                        | Stade international du Roi-Fahd, Riyad                            |                                                                   |
| 12 janvier 2023 (UTC+3) | Fekir 77e · Morón 101e           | (0 − 1, 1 – 1, 1 – 2) | 40e Lewandowski · 93e Fati          | Diffuseur : L'Équipe (France) Arbitrage : Carlos del Cerro Grande | Diffuseur : L'Équipe (France) Arbitrage : Carlos del Cerro Grande |
| 12 janvier 2023 (UTC+3) | Rapport                          |                       |                                     | Diffuseur : L'Équipe (France) Arbitrage : Carlos del Cerro Grande | Diffuseur : L'Équipe (France) Arbitrage : Carlos del Cerro Grande |
| 12 janvier 2023 (UTC+3) | José · Morón · Juanmi · Carvalho | Tirs au but 2 – 4     | Lewandowski · Kessié · Fati · Pedri | Diffuseur : L'Équipe (France) Arbitrage : Carlos del Cerro Grande | Diffuseur : L'Équipe (France) Arbitrage : Carlos del Cerro Grande |

### Finale
| Match 3                 | Real Madrid   | 1 − 3   | FC Barcelone                           | Stade international du Roi-Fahd, Riyad |                               |
| 15 janvier 2023 (UTC+3) | Benzema 90+3e | (0 - 2) | Gavi 33e · Lewandowski 45e · Pedri 69e | Diffuseur : L'Équipe (France)          | Diffuseur : L'Équipe (France) |
| 15 janvier 2023 (UTC+3) | Rapport       |         |                                        | Diffuseur : L'Équipe (France)          | Diffuseur : L'Équipe (France) |